# Megaselia basitarsalis
Megaselia basitarsalis är en tvåvingeart som beskrevs av Borgmeier 1964. Megaselia basitarsalis ingår i släktet Megaselia och familjen puckelflugor.
Artens utbredningsområde är Michigan. Inga underarter finns listade i Catalogue of Life.